# Salette (rivière)
La Salette est un cours d'eau du département de Vaucluse. Ses eaux se jettent dans l'Ouvèze, via le Brégoux, et la Sorgue de Velleron.

## Orage du 22 septembre 1992
Les averses du 22 septembre ont été la résultante d'un front orageux de flux Ouest/Est bloqué sur le flanc ouest du mont Ventoux. Dans le secteur du torrent de la Salette, il est tombé 200,5 millimètres de pluie en l'espace de cinq heures. Les chiffres sont connus grâce à la station des Bernardins, à Beaumes-de-Venise. La première averse, modérée (17,8 mm) est tombée entre 10 heures et midi. Elle fut suivie d'une seconde beaucoup plus violents (182,7 mm) qui dura jusqu'à 15 heures 15. Ce qui a représenté un volume de 4,2 millions de mètres cubes d'eau tombée dans le bassin versant de la Salette qui a une superficie de seulement 28 km2.

## Affluents

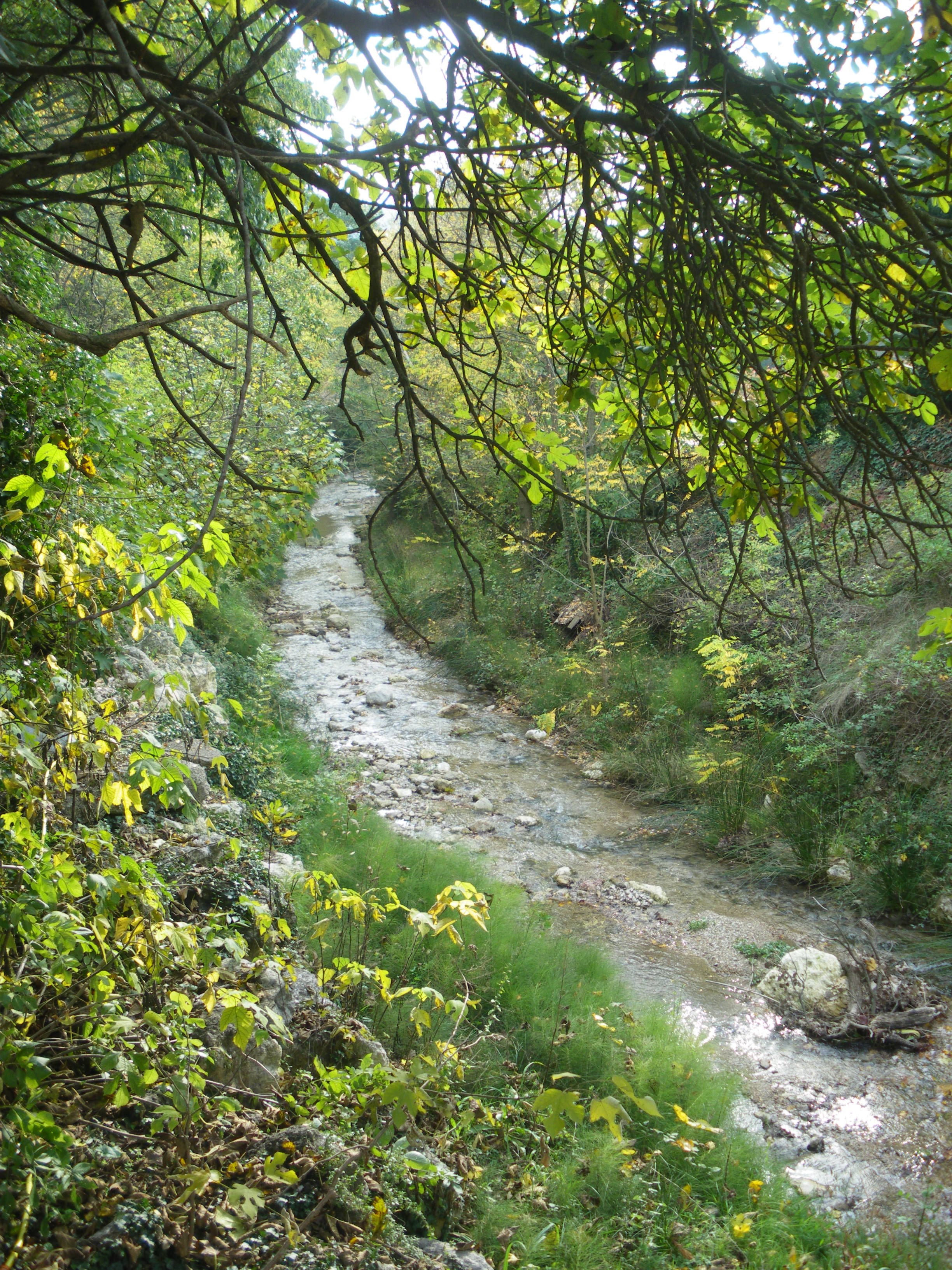
Ruisseau de la Combe à Lafare

La Salette a 3 affluents reconnus :
- Ruisseau la Combe
- Vallat des Infernets
- Ruisseau Lauchun

## Communes traversées
La Salette arrose les communes de :
- Gigondas (Vaucluse)
- Lafare
- Beaumes-de-Venise
- Aubignan